# Andreas Johnson
Jon Erik Andreas Johnson (ur. 22 marca 1970 w Bjärred) – szwedzki piosenkarz i autor piosenek.

## Życiorys
Jest młodszym synem muzyków jazzowych, z którymi grywał na koncertach. 
Profesjonalną karierę muzyczną rozpoczął po przeprowadzce do Sztokholmu jako wokalista zespołu Planet Waves, z którą w latach 1993–1995 przebywał w Nowym Jorku. Po powrocie do Sztokholmu w 1995 formacja wydała swój jedyny album studyjny, zatytułowany Brutal Awakenings. Niedługo po wydaniu płyty zakończyła działalność. W 1996 wydał swój debiutancki, solowy singiel, „Seven Days”, który zapowiadał jego pierwszy solowy album studyjny zatytułowany Cottonfish Tales, wydany w 1997 nakładem wytwórni EMI. Pozostałymi singlami z płyty były utwory: „Crush” i „Cruel”. 
Po konflikcie z wytwórnią przeniósł się do Berlina, gdzie podpisał kontrakt z wytwórnią WEA. W 1999 wydał swoją drugą solową płytę studyjną, zatytułowaną Liebling. Promował ją singlem „Glorious”, który zadebiutował na trzecim miejscu listy przebojów we Włoszech i na czwartym miejscu w Wielkiej Brytanii. Dotarł z nim również do pierwszej dwudziestki notowania m.in.: we Francji i Norwegii. W 2003 roku utwór został wykorzystany w kampanii reklamowej produktów firmy Nutella. Pozostałymi singlami z płyty były piosenki: „The Games We Play” i „People”.

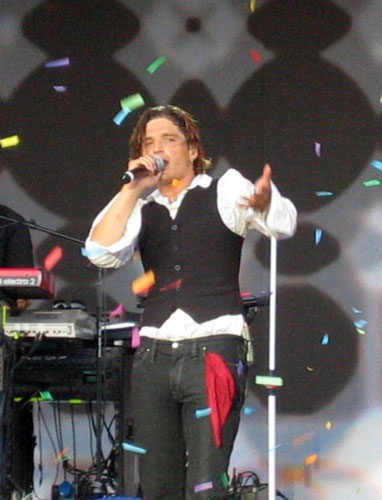
Johnson na koncercie Rocktåget, 2006

W marcu 2002 wydał album pt. Deadly Happy, który promował singlami: „Shine”, „End of the World” i „Waterfall”. W 2005 wydał album pt. Mr. Johnson, Your Room Is on Fire, na którym umieścił single: „Show Me Love” (również: „Show Me XXXX”), „Fools Like Us” i „Sunshine of Mine”. W 2006 udostępnił reedycję płyty, wzbogaconą o singiel „Sing for Me”, z którą brał udział w krajowych eliminacjach eurowizyjnych Melodifestivalen 2006. 18 lutego wystąpił w pierwszym półfinale selekcji i z pierwszego miejsca awansował do finału. Zajął w nim trzecie miejsce.
W 2007 z piosenką „A Little Bit of Love” zajął drugie miejsce w finale programu Melodifestivalen 2007. Utworem promował swoją pierwszą składankę pt. The Collector. W 2008 z utworem „One Love”, nagranym w duecie z Carolą Häggkvist, dotarł do rundy dogrywkowej programu Melodifestivalen 2008. W tym samym roku wydał album pt. Rediscovered, na której umieścił znane przeboje w autorskiej interpretacji, w tym m.in. „Sign Your Name” Sanandy Maitreyi, „Waterloo” zespołu ABBA czy „Can’t Take My Eyes Off You” Frankiego Valliego. Album promował singlem „Do You Wanna Dance”. W 2009 wydał singiel „Escape”, a w 2010 – kolejne piosenki: „Solace” i „We Can Work It Out”, z którą zajął szóste miejsce w programie Melodifestivalen 2010.

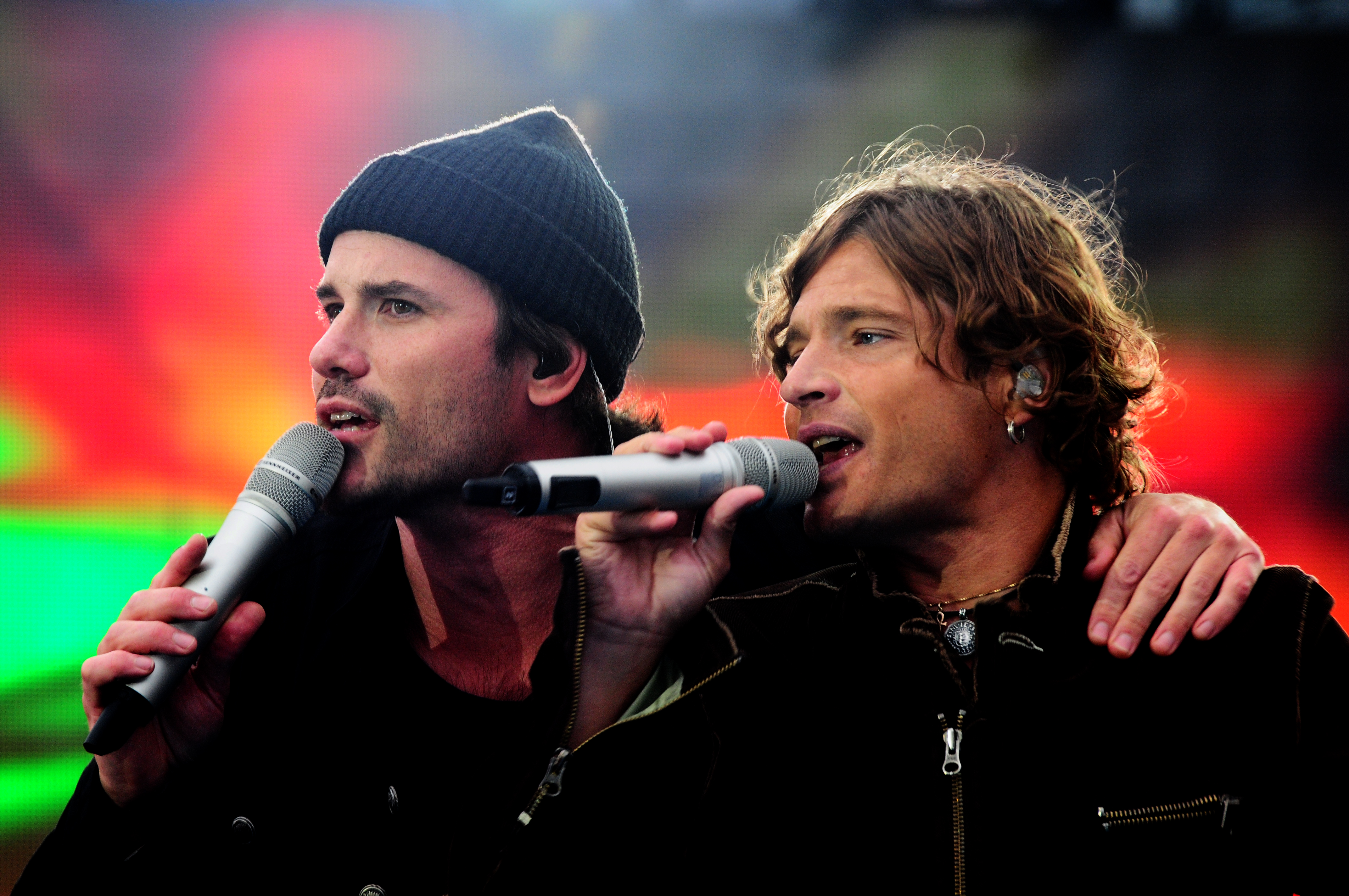
Johnson i Martin Stenmarck, 2012

W 2011 wydał singiel „One Man Army”, który zwiastował jego kolejny album studyjny. W sierpniu ukazał się drugi singiel z płyty – „Buzzin’”.  W 2012 z piosenką „Lovelight” brał udział w Melodifestivalen 2012. 18 lutego wystąpił w trzecim półfinale selekcji i z trzeciego miejsca przeszedł do rundy dogrywkowej, w której odpadł. W tym samym roku wydał album pt. Village Idiot. W październiku 2013 wydał świąteczny singiel „Vintersaga”. W maju 2014 nawiązał współpracę z niemieckim producentem muzycznym Yanou, dla którego gościnnie nagrał partie wokalne w utworze „Bring on the Sun”, wydanym pod koniec miesiąca. W tym samym roku wydał singiel z gościnnym udziałem Johnsona, „Hearts on Fire” z repertuaru Kjella „Brolle’a” Juniora Wallmarka. W 2015 z utworem „Living to Die” uczestniczył w programie Melodifestivalen 2015, w którym odpadł na etapie półfinałowym. W 2019 z utworem „Army of Us” uczestniczył w programir Melodifestivalen 2019, w którym odpadł w rundzie dogrywkowej.

## Dyskografia
Albumy studyjne
- Cottonfish Tales (1997)
- Liebling (1999)
- Deadly Happy (2002)
- Mr Johnson Your Room Is On Fire (2005, reedycja w 2006)
- Rediscovered (2008)
- Village Idiot (2012)